# De Tijd
De Tijd (dawniej: De Financieel-Economische Tijd) – flamandzki dziennik o profilu gospodarczym.
Drukowany jest na papierze w kolorze łososiowym na wzór „Financial Times”, „Het Financieele Dagblad” i „FT Deutschland”. Założony został w 1968 roku. Właścicielem jest Mediafin. Wydawany jest od wtorku do soboty. Nie ma wydań w niedziele i poniedziałki.
Nakład De Tijd wynosił 59 144 egzemplarzy, a jego udział w rynku 4,7% w 2002 r.. Nakład gazety w 2008 roku wyniósł 39 315 egzemplarzy, a w 2009 roku 36 569 egzemplarzy. W 2010 roku było to 37 448 egzemplarzy, w 2011 roku 39 431 egzemplarzy, a w 2015 roku łączny nakład wyniósł 41.065 (cyfrowo+druk).
Gazeta od 2007 roku inwestuje w projekty multimedialne. Strona internetowa De Tijd osiąga obecnie około 150 000 unikalnych użytkowników dziennie. Od maja 2010 roku strona posiada model płatny.